# سولیوویتسه
سولیوویتسه (به لاتین: Sulejovice) یک منطقهٔ مسکونی در جمهوری چک است که در ناحیه لیتومیریتسه واقع شده‌است. سولیوویتسه ۳٫۷۱ کیلومتر مربع مساحت و ۶۸۸ نفر جمعیت دارد و ۱۶۰ متر بالاتر از سطح دریا واقع شده‌است.